# غيل غيبونز
غيل غيبونز (بالإنجليزية: Gail Gibbons)‏ هي كاتِبة وكاتبة للأطفال أمريكية، ولدت في 1944 في ماونت بوكونو في الولايات المتحدة.

## وصلات خارجية
- الموقع الرسمي